# Noble A. Hull

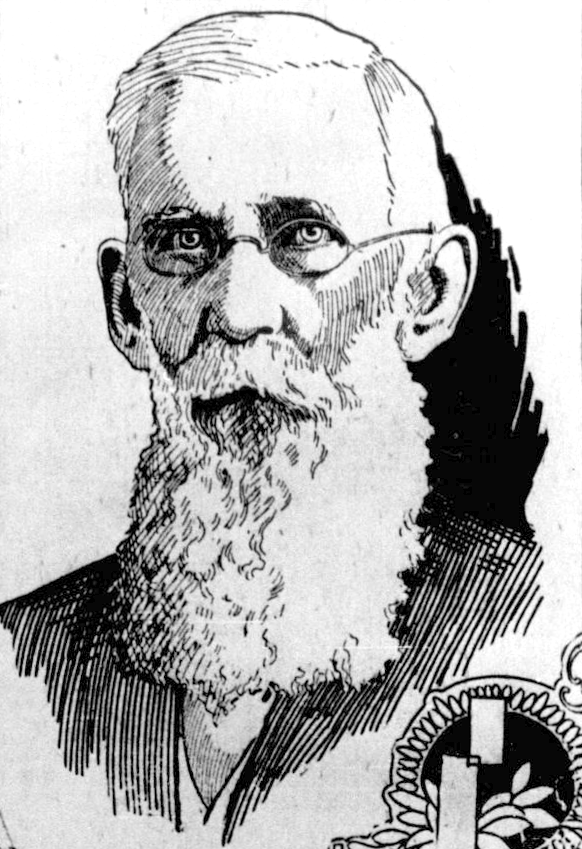
Noble A. Hull

Noble Andrew Hull (* 11. März 1827 in Little York, Camden County, Georgia; † 28. Januar 1907 in Jacksonville, Florida) war ein US-amerikanischer Politiker. Zwischen 1879 und 1881 vertrat er den Bundesstaat Florida im US-Repräsentantenhaus; von 1877 bis 1879 war er Vizegouverneur von Florida.

## Leben
Noble Hull besuchte die öffentlichen Schulen seiner Heimat und danach die Chatham Academy in Savannah. Dort arbeitete er ab 1845 im Handel. Im Jahr 1851 zog er in das Columbia County in Florida. Nach der Gründung des Suwannee County wurde er dort zum Sheriff gewählt. Politisch war Hull Mitglied der Demokratischen Partei. In den Jahren 1860 und 1861 saß er als Abgeordneter im Repräsentantenhaus von Florida. Während des Bürgerkrieges war er Hauptmann in einer Kavallerieeinheit des Konföderierten Heeres.
Nach dem Krieg arbeitete Hull in Jacksonville und Sanford wieder im Handel. Zwischen 1877 und 1879 war er als Vizegouverneur seines Staates Stellvertreter von Gouverneur George Franklin Drew. Bei den Kongresswahlen des Jahres 1878 wurde er im zweiten Wahlbezirk von Florida in das US-Repräsentantenhaus in Washington, D.C. gewählt, wo er am 4. März 1879 die Nachfolge von Robert H. M. Davidson antrat. Das Wahlergebnis wurde aber von dem unterlegenen republikanischen Kandidaten Horatio Bisbee angefochten. Diesem Widerspruch wurde erst wenige Wochen vor dem offiziellen Ende der Legislaturperiode am 22. Januar 1881 stattgegeben. An diesem Tag musste Hull sein Mandat im Kongress an Bisbee abtreten, der dann bis zum 3. März desselben Jahres die Legislaturperiode beendete. Im Jahr 1880 hatte Noble Hull nicht wieder kandidiert.
Nach seinem Ausscheiden aus dem US-Repräsentantenhaus nahm Hull seine früheren Tätigkeiten im Handel wieder auf. Zwischen 1884 und 1888 war er stellvertretender Posthalter in Jacksonville; von 1888 bis 1900 war er Verwaltungsangestellter am Bezirksgericht im Duval County. Noble Hull starb am 28. Januar 1907 in Jacksonville, wo er auch beigesetzt wurde.